# リエージュ近代美術館
リエージュ近代美術館（リエージュきんだいびじゅつかん）は、ベルギー東部の都市リエージュにある美術館である。2011年末に閉館している。

## 沿革
1905年に開催されたリエージュ万国博覧会のパレ・デ・ボザールを元に創設された。

## コレクション
印象派（クロード・モネ、アルマン・ギヨマン、カミーユ・ピサロ、ジャン＝バティスト・カミーユ・コロー）、象徴主義（フェルナン・クノップフ）、表現主義（アルベール・マルケ、モーリス・ド・ヴラマンク、オトン・フリエス）、シュルレアリスム（ルネ・マグリット、ポール・デルヴォー）等を所蔵。また、パブロ・ピカソ、マルク・シャガール、オスカー・ココシュカ、エミール・クラウス、マリー・ローランサン、フランツ・マルク、クロード・ヴィアラ等も展示している。